# Hermione Gingold
Hermione Ferdinanda Gingold (Londra, 9 dicembre 1897 – New York, 24 maggio 1987) è stata un'attrice britannica.

## Biografia
È ricordata per avere interpretato il ruolo dell'elegante e ironica Madame Alvarez nel musical cinematografico Gigi (1958) di Vincente Minnelli, insieme a Leslie Caron e Maurice Chevalier. Tra le sue importanti apparizioni si segnalano quelle nei film Il dubbio (1961) di Michael Anderson (1961), Capobanda (1962) di Morton DaCosta, Spogliarello per una vedova (1965) di Arthur Hiller, ove ritrovò Leslie Caron, e La dolce vita non piace ai mostri (1966) di Earl Bellamy. Tra le sue ultime partecipazioni al cinema si segnala Cercando la Garbo (1984) di Sidney Lumet, con protagonista Anne Bancroft.
Ha lavorato anche a Broadway, dove è nota soprattutto per essere stata la prima Mrs. Armford nel musical di Stephen Sondheim A Little Night Music.
Ha avuto due figli, nati dal matrimonio con Michael Joseph; è stata in seguito sposata con Eric Maschwitz, dal 1926 al 1940.

## Filmografia parziale

### Cinema
- Come Eva... più di Eva (Our Girl Friday), regia di Noel Langley (1953)
- Il giro del mondo in 80 giorni (Around the World in Eighty Days), regia di Michael Anderson (1956)
- Gigi, regia di Vincente Minnelli (1958)
- Una strega in paradiso (Bell, Book and Candle), regia di Richard Quine (1958)
- Il dubbio (The Naked Edge), regia di Michael Anderson (1961)
- Capobanda (The Music Man), regia di Morton DaCosta (1962)
- Vorrei non essere ricca! (I'd Rather Be Rich), regia di Jack Smight (1964)
- Spogliarello per una vedova (Promise Her Anything), regia di Arthur Hiller (1965)
- La dolce vita... non piace ai mostri (Munster, Go Home!), regia di Earl Bellamy (1966)
- Quei fantastici pazzi volanti (Jules Verne's Rocket to the Moon), regia di Don Sharp (1967)
- Gigi (A Little Night Music), regia di Harold Prince (1977)
- Cercando la Garbo (Garbo Talks), regia di Sidney Lumet (1984)

### Televisione
- Alfred Hitchcock presenta (Alfred Hitchcock Presents) - serie TV, episodio 5x35 (1960)

### Doppiaggio
- Musetta alla conquista di Parigi (Gay Purr-ee), regia di Abe Levitow (1962)
- Tubby the Tuba, regia di Alexander Schure (1975)

## Riconoscimenti
- Golden Globe
  - 1958 – Migliore attrice non protagonista per Gigi

## Doppiatrici italiane
- Tina Lattanzi ne Il giro del mondo in 80 giorni, Una strega in paradiso, Capobanda
- Wanda Tettoni in Vorrei non essere ricca, Alfred Hitchcock presenta
- Lola Braccini in Gigi
- Lydia Simoneschi ne Il dubbio

Da doppiatrice è sostituita da:
- Wanda Tettoni in Musetta alla conquista di Parigi